# دوربین تلویزیونی آپولو

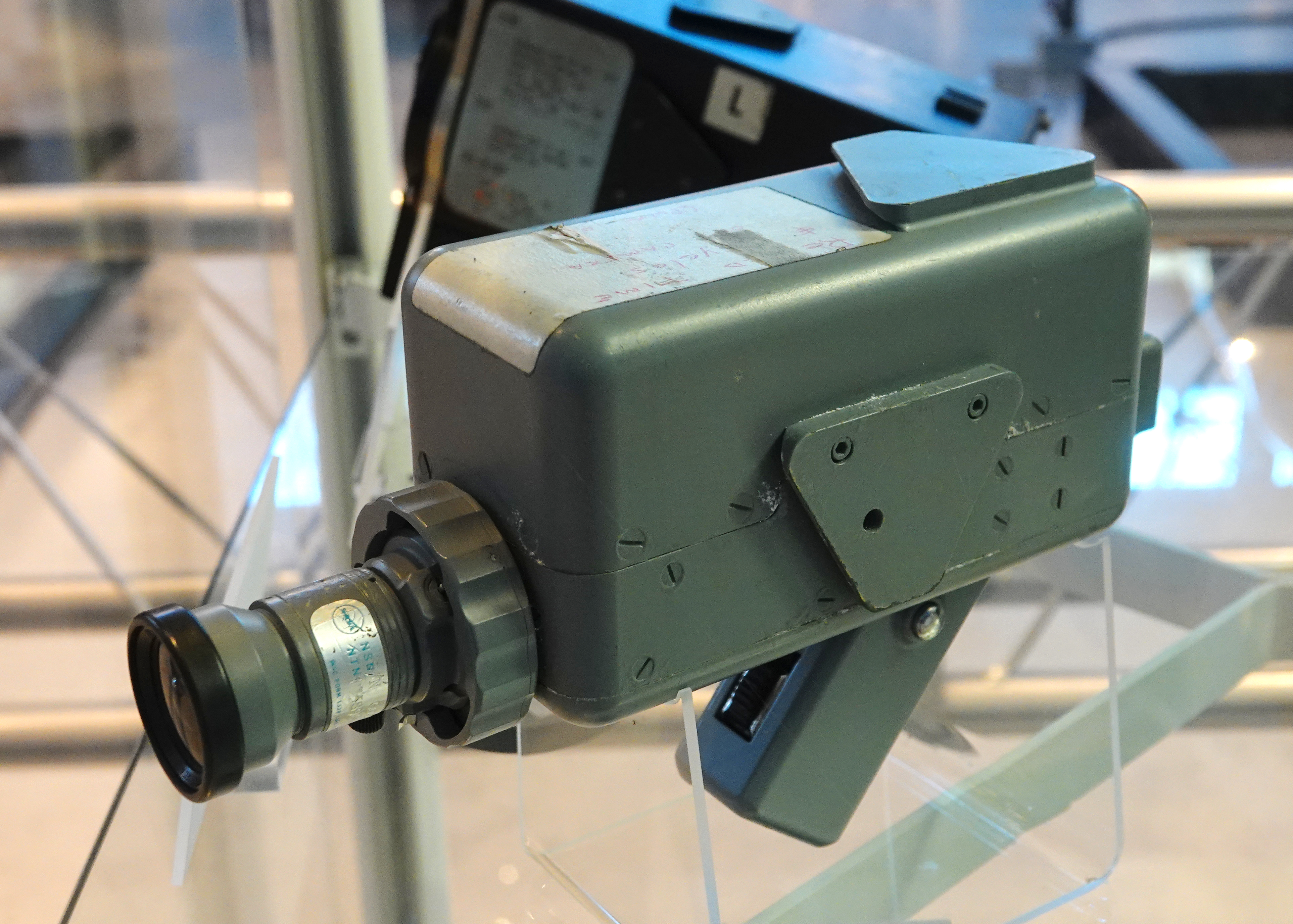
دوربین تلویزیونی RCA قابل حمل آپولو در Steven F. Udvar-Hazy Center ایالات متحده

برنامه فضایی آپولو در اواخر دهه ۱۹۶۰ و ۱۹۷۰ از چندین دوربین تلویزیونی در ماموریت های فضایی خود استفاده کرد. برخی از این دوربین های تلویزیونی آپولو نیز در ماموریت های بعدی پروژه آزمایشی اسکای‌لب و پروژه آزمایشی آپولو–سایوز مورد استفاده قرار گرفتند.